# Marcel Salerno
Marcel Salerno, né le 7 février 1940 à Casablanca, est un homme d'affaires et un ancien président de club de football professionnel français.

## Biographie
Natif du Maroc, il ouvre son premier bar lorsqu'il a 25 ans dans le quartier de Maarif à Casablanca. Dans les années 1960, il rentre en France et s'installe dans la région de Montpellier.
Dans les années 1970, il possède déjà plusieurs établissements entre La Plagne, La Grande-Motte et le centre ville de Montpellier. En 1972, il marque les esprits avec l'achat de 1 200 mètres carrés de l'immeuble des Galeries Lafayette donnant sur la place de la Comédie à Montpellier. Il avoue dans une interview « c'est comme si j'avais gagné au Monopoly ».
Amateur de football, il dirige d'octobre 2001 à mai 2006, le club de l'AS Cannes alors pensionnaire de championnat de France de football National,. En 2009 il participera brièvement au projet du FC Sète avant de prendre la présidence du club professionnel de l'AC Arles-Avignon en 2010,.